# Polymorphida
Ordre
Les Polymorphida sont un ordre d'acanthocéphales. Les  acanthocéphales sont des vers à tête épineuse, c'est-à-dire de petits animaux vermiformesés. Ils sont parasites de vertébrés et sont caractérisés par un proboscis rétractable portant des épines courbées en arrière qui leur permet de s'accrocher à la paroi intestinale de leurs hôtes.

## Liste des familles
- Centrorhynchidae Van Cleave, 1916
- Plagiorhynchidae Golvan, 1960
- Polymorphidae Meyer, 1931